# Boris Choubert
Pour les articles ayant des titres homophones, voir Schubert et Schuberth.
Boris Schuberth, dit Boris Choubert, né le 9 octobre 1906 à Saint-Pétersbourg et mort le 3 décembre 1983 à Nice, est un géologue français. Adepte de la théorie de Wegener, il est le premier à avoir reconstitué avec précision l'agencement des masses continentales de l'Afrique, de l'Amérique, de l'Europe et du Groenland antérieur à la fragmentation de la Pangée, trente ans avant l'article généralement crédité pour cette découverte.

## Biographie
D'origine russe et né à Saint-Pétersbourg en 1906, Boris Schuberth, plus connu sous le nom Choubert, quitte la Russie pour la Finlande en 1917, puis pour la France en 1927. Il étudie la géologie à la Sorbonne pendant deux ans, puis à l'Institut de géologie appliquée de Nancy où il reçoit son diplôme d'ingénieur-géologue.
En 1933 il est employé par le Gouvernement du Gabon (alors en Afrique-Équatoriale française). En 1937 il soutient sa thèse sur l'Étude géologique des terrains anciens du Gabon.
En 1946 il est recruté par l'Office de recherche scientifique d'outre-mer (l'actuel IRD) et part en Guyane. En 1949 il fonde une organisation de recherche pluridisciplinaire qui deviendra l'Institut de l'Amérique tropicale française (IFAT) en 1954 puis le centre ORSTOM de Guyane en 1964. À la fin de son séjour il est inspecteur général de L'ORSTOM et dirige le Bureau de recherches géologiques de la Guyane.
En 1960 il revient en métropole. En 1961 il entre au CNRS en tant que directeur de recherche, puis à l'École des mines de Paris, où il reste jusqu'à sa retraite en 1976. Il déménage alors à Nice, où il est accueilli par le laboratoire de géologie. Il meurt à Nice le 3 décembre 1983.

## Travaux scientifiques
Boris Choubert s'est principalement consacré à trois domaines de recherche, dont il a surtout fait avancer les deux premiers :
- prospection et géologie minière ;
- cartographie géologique et géologie structurale ;
- pétrologie des roches ignées.

### Géologie minière
- Boris Choubert découvre au Gabon en 1934 les minéraux caractéristiques (manganite et rhodochrosite) d'un gigantesque gisement de manganèse, qui rassemble un quart des réserves mondiales[c],[4].
- En 1939 il découvre les premiers diamants des dépôts alluviaux du bassin de la rivière Ikoy (en), près de Lambaréné (province de l'Estuaire, Gabon). Il montrera plus tard que ces dépôts sont des gisements secondaires et que les diamants proviennent en fait de kimberlites, comme en Afrique du Sud[5].
- En Guyane il réalise l'étude détaillée des mines d'or de Saint-Élie et d'A Dieu Vat, et met déjà en garde contre les problèmes posés par l'orpaillage[6].

### Cartographie géologique
- Boris Choubert a réalisé, seul ou en collaboration, un grand nombre de cartes géologiques à toutes échelles, depuis des plans de mines à 1/4 000 jusqu'à une carte tectonique globale à 1/10 000 000, en s'intéressant particulièrement aux roches magmatiques et métamorphiques des formations anciennes.
- Dès 1935 il publie un article très important[7] où il reconstruit des chaînes paléozoïques et précambriennes, et en déduit l'existence passée et les contours du paléocontinent antérieur à l'ouverture de l'océan Atlantique.
- En Guyane il s'attelle à la carte géologique du territoire (88 000 km2) à l'échelle 1/500 000, carte qui sera publiée en 1949 puis, sous une forme plus détaillée, en 1960.

## Boris Choubert et la dérive des continents

### La dérive des continents en 1935
Évoqué à diverses reprises entre 1596 et 1908, le concept de dérive des continents a surtout été développé et défendu par le météorologue allemand Alfred Wegener entre 1912 et 1929, sur la base de différents critères morphologiques (emboîtement des formes des continents, comme la corne nord-est du Brésil et le fond du golfe de Guinée), stratigraphiques (continuité stratigraphique entre l'Afrique et l'Amérique du Sud, et complémentarité des cratons paléozoïques), paléoclimatiques (similarité des galets striés paléozoïques d'Afrique du Sud et d'Amérique du Sud) et paléontologiques (mêmes faune et flore au Paléozoïque).
Les travaux de Wegener ont eu assez peu de succès auprès de la communauté géologique et géophysique, pour diverses raisons : en partie parce que pour chaque argument séparé on pouvait prétendre à la coïncidence ou trouver d'autres explications, surtout parce que les mécanismes que Wegener invoquait comme moteurs de la dérive ne tenaient pas la route,.
Boris Choubert connaissait les travaux du géologue sud-africain Alexander du Toit, qui avait mis en évidence la grande similarité des formations anciennes d'Amérique du Sud et d'Afrique de l'Ouest et du Sud et qui était un partisan de la théorie de Wegener. En travaillant sur les roches du Gabon, du Congo et du Brésil, Boris Choubert confirme les travaux de du Toit et devient aussi un fervent partisan de la dérive des continents.

### Reconstitution du paléocontinent pré-Atlantique

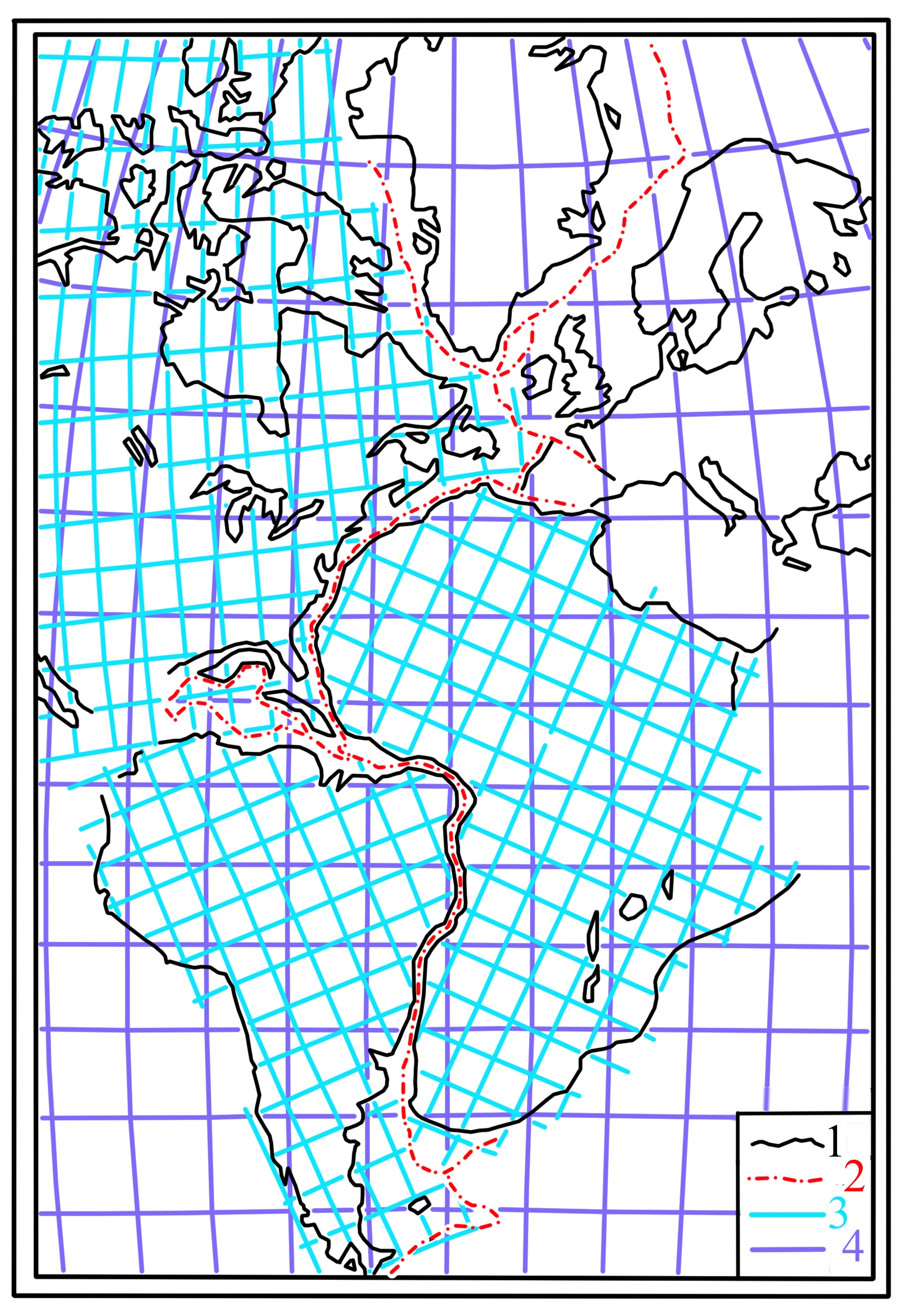
Reconstruction par Boris Choubert du supercontinent Amérique-Groenland-Europe-Afrique (1935).

Boris Choubert publie en 1935 une reconstitution des positions mutuelles de l'Amérique, de l'Afrique et de l'Europe avant le Trias. Cette reconstitution est beaucoup plus précise que les propositions antérieures de Wegener et de du Toit, car au lieu d'utiliser les lignes de côtes Choubert se base sur l'isobathe des mille mètres, bien plus représentative de la bordure des blocs continentaux.
L'excellence de l'ajustement est une preuve plus convaincante de la dérive des continents que les tentatives antérieures, qui laissaient un vaste espace entre l'Afrique et l'Amérique du Sud. Pour sa reconstitution, Boris Choubert ose pour la première fois l'idée que la péninsule Ibérique a subi après le Trias une rotation par rapport au reste de l'Europe. Il balaie aussi le problème de la dorsale médio-atlantique en expliquant qu'elle s'est formée postérieurement à l'ouverture de l'océan Atlantique. La mer des Caraïbes ne s'ajuste pas aussi bien que le reste, mais on sait aujourd'hui qu'elle a été profondément affectée par la tectonique du Cénozoïque.
Boris Choubert va aussi beaucoup plus loin que Wegener, qui ne s'était intéressé qu'à la dérive continentale après le Trias. En reconstituant les chaînes paléozoïques de part et d'autre de l'Atlantique (chaîne calédonienne, chaîne hercynienne et Appalaches), il montre qu'elles se sont formées par la compression des sédiments accumulés entre trois cratons précambriens (bouclier canadien et bouclier scandinave au nord, Gondwana au sud). En retirant ces chaînes il arrive à la conclusion que ces cratons formaient un seul continent à la fin du Précambrien, qui s'était ensuite fragmenté au cours du Paléozoïque. Il fait donc de la dérive des continents un processus général, qui a affecté la Terre tout au long de son histoire géologique.

### L'ajustement de Bullard, Everett et Smith

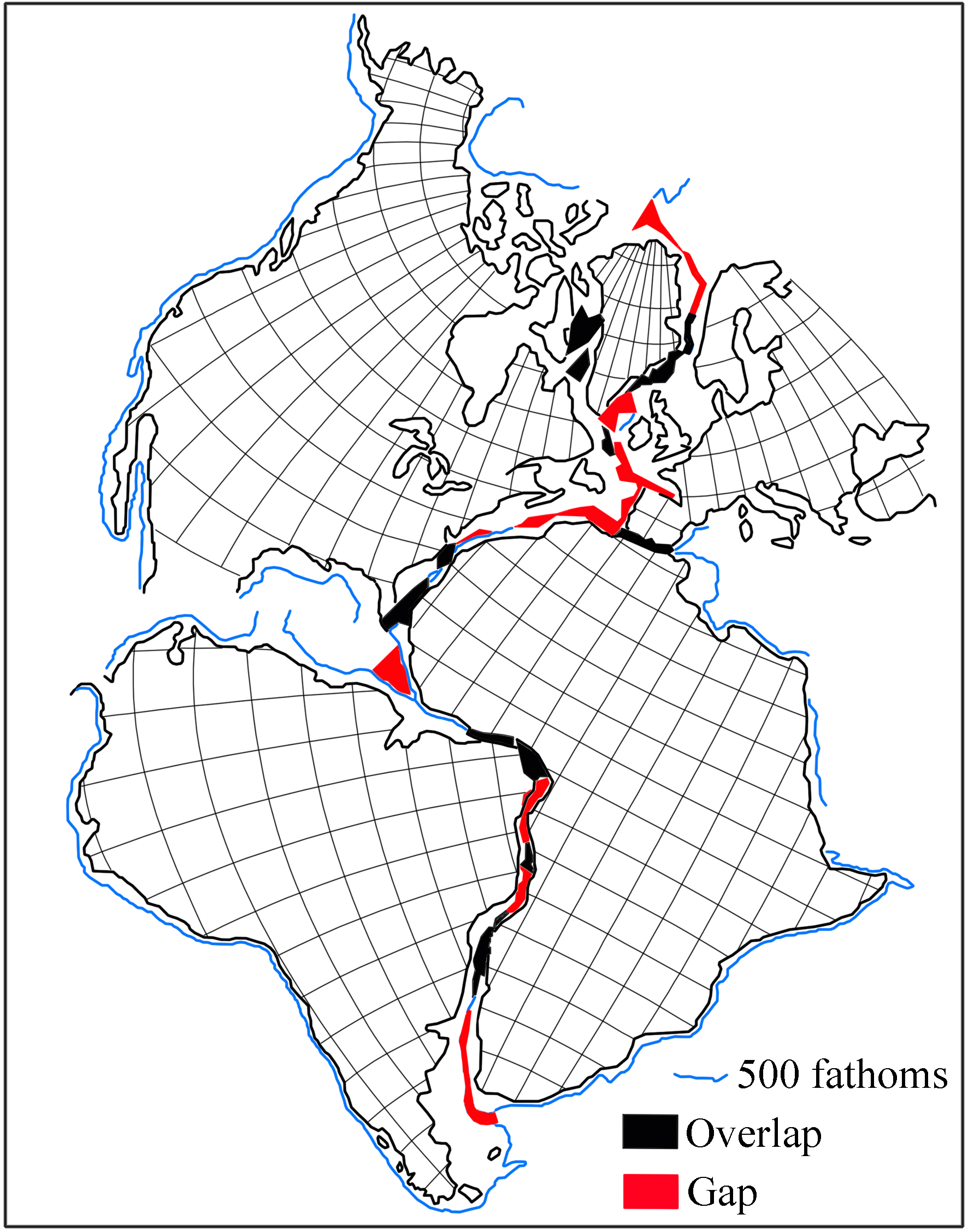
Reconstruction par Bullard et coll. du supercontinent Amérique-Groenland-Europe-Afrique (1965).

Trente ans plus tard, Edward Bullard publie avec deux collaborateurs un article dans lequel une reconstitution voisine de celle de Choubert est réalisée à l'aide d'un ordinateur, par minimisation numérique des écarts entre les blocs continentaux. Cet article acquiert rapidement une grande renommée auprès de la communauté scientifique, alors que le travail de Choubert était resté quasi inconnu (d'ailleurs l'article de Bullard et collaborateurs ne le cite pas). Entretemps la théorie de Wegener avait gagné en crédibilité, grâce à la suggestion de possibles mouvements de convection dans le manteau terrestre en 1929, l'accumulation de données sismiques (découverte de la low velocity zone en 1959) et magnétiques (preuve des déplacements relatifs des continents en 1960), et surtout la découverte de l'expansion des fonds océaniques en 1963.
À la fin des années 1960, Boris Choubert ressent une profonde amertume à l'égard du manque de reconnaissance de son travail précurseur, et pense même être la victime d'une conspiration. Rien cependant n'est venu étayer cette hypothèse : l'article de 1935 avait été publié en français dans une revue francophone de faible rayonnement international, et son titre n'annonçait pas la reconstitution paléogéographique ni la généralisation du concept de dérive des continents jusque dans le Paléozoïque, ce qui peut être suffisant pour expliquer que cet article crucial soit tombé dans l'oubli.